# Wagengrab von Bell
Das Wagengrab von Bell ist die letzte Ruhestätte eines Mannes aus der örtlichen Führungsschicht, der in der Späthallstattzeit um 500 v. Chr. in der Nähe von Bell im Hunsrück beigesetzt wurde.

## Ursprung
Das Grab und das zugehörige Gräberfeld „Fuchshohl“ werden der keltischen Kultur zugeordnet, die ab Mitte des 6. Jahrhunderts v. Chr. auch in der Mittelrheinregion fassbar wird.
Das Wagengrab von Bell hat in der Archäologie einen besonderen Stellenwert gefunden, weil es eines der ältesten Zeugnisse für die Ursprünge und Entwicklung des frühlatènezeitlichen Prunkgräberbrauchs in der Mittelrheinregion ist und lange eines der wenigen frühen Wagengräber der Region war, das regulär, mit wissenschaftlichen Methoden ausgegraben und untersucht wurde.
Es dürfte auch in Zukunft eine Rolle bei der Erforschung des Übergangs und des gesellschaftlichen Wandels von der Hallstatt- zur Latènezeit in der Region spielen.
Es wurde 1938 beim Bau der Hunsrückhöhenstraße, als Erst- und Zentralbestattung im größten Grabhügel eines Hügelgräberfeldes auf dem Gelände einer heutigen militärischen Liegenschaft, bekannt durch die ehemalige Raketenbasis Pydna, zwischen den Orten Bell, der Stadt Kastellaun, Hasselbach und Hundheim im Hunsrück entdeckt.

## Das Wagengrab

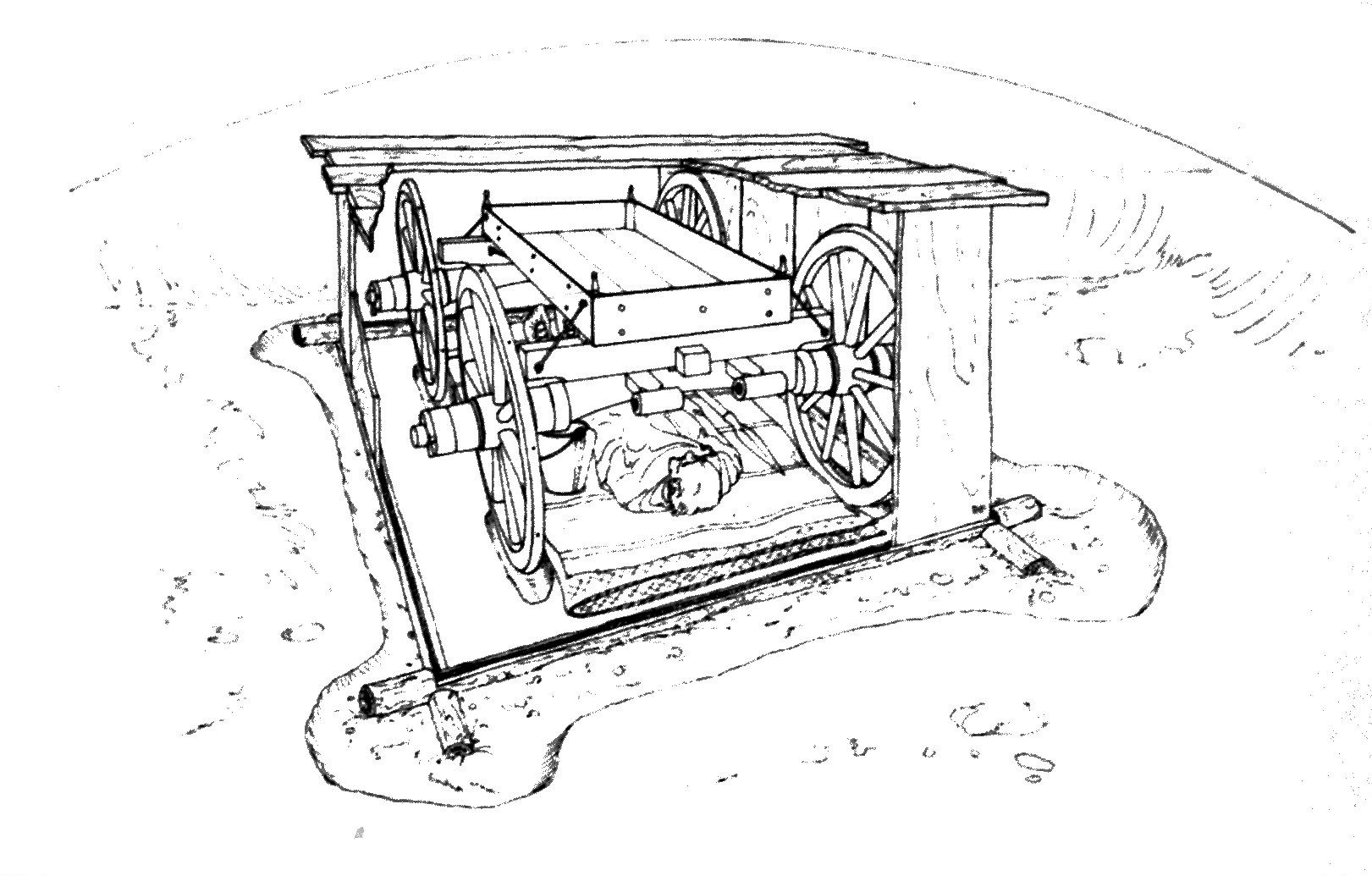
Rekonstruktion des Wagengrabes von Bell

In einer hölzernen Grabkammer, für damalige regionale Verhältnisse außergewöhnlich, wurde der führende Mann einer Siedlungsgemeinschaft mit einem vierrädrigen Wagen, einer bronzenen Situla (ein Wein- oder Trinkbehälter in Form eines Eimers), die aus dem Tessin importiert worden war sowie einer eisernen Lanze und einer (heute verschollenen) Fibel (Gewandspange) zur letzten Ruhe gebettet.
Bis auf die Lanze, die einheimischer Produktion sein könnte, kamen alle Beigaben wahrscheinlich aus dem Süden – entweder aus Oberitalien oder aus der in Süddeutschland und Ostfrankreich ansässigen Hallstattkultur.
In der archäologischen Diskussion wird vermutet, dass der führende Mann aus Bell damit bewusst nach dem Vorbild des damals fortschrittlichen Nordalpinen Hallstattkreises bestattet wurde und eine „Hallstattisierung“, d. h. eine Assimilation an die Kulturäußerungen der frühkeltischen Hallstattkultur, in der Mittelrheinregion erkennbar wird.
Die eiserne Lanzenspitze zeichnete den Toten als Mann aus. Das bronzene Trinkgeschirr demonstrierte seine Zugehörigkeit zur Führungsschicht in seiner Region oder Siedlungsgemeinschaft. Die Bestattung des Toten mit seinem Wagen sowie die hölzerne Grabkammer sind Ausdruck eines wachsenden Bewusstseins von sozialer Überlegenheit und zeichnen ihn als Obersten seiner Gruppe aus.
Das Wagengrab gehört der Kulturstufe der älteren Hunsrück-Eifel-Kultur an, die überregional der Späthallstattzeit (Ha D2 bzw. D3) entspricht.

## Das Umfeld
Das Wagengrab war augenscheinlich das Gründungsgrab des Hügelgräberfeldes Fuchshohl, das 1938 noch 29 Hügel mit insgesamt mindestens 41 Bestattungen ab der späten Hallstattzeit umfasste.
Wenige hundert Meter entfernt, in der Nähe des heutigen Beller Bahnhofs, ist ein weiteres Grabhügelfeld „Alter Markt“ bekannt, das 1887 und 1888 teilweise untersucht wurde. Von diesem zweiten Gräberfeld sind heute noch vier Grabhügel in einem Sperrgebiet der Bundeswehr erhalten.
Beide Hügelgräberfelder könnten zu derselben Siedlungsgemeinschaft der Eisenzeit gehört haben. Die zugehörige eisenzeitliche Siedlung ist bisher unentdeckt.

## Die Hügelgräberfelder „Fuchshohl“ und „Alter Markt“
Während die 22 Grabhügel des Gräberfeldes „Alter Markt“ von der Laufelder Kultur (Ha C bis Ha D2) bis in die Frühlatènezeit (Lt A) angelegt wurden (d. h. vom 6. bis mindestens Ende 5. Jahrhundert v. Chr.), wurde im Hügelgräberfeld „Fuchshohl“ in der Späthallstatt- und in der Frühlatènezeit bestattet.
Die Funde vom „Alten Markt“ sind schlecht publiziert. Die zugängigen Unterlagen weisen Keramik und nur sehr selten Metallfunde aus, die in eine Zeit zwischen ca. 600 und ca. 400 v. Chr. zu datieren sind.

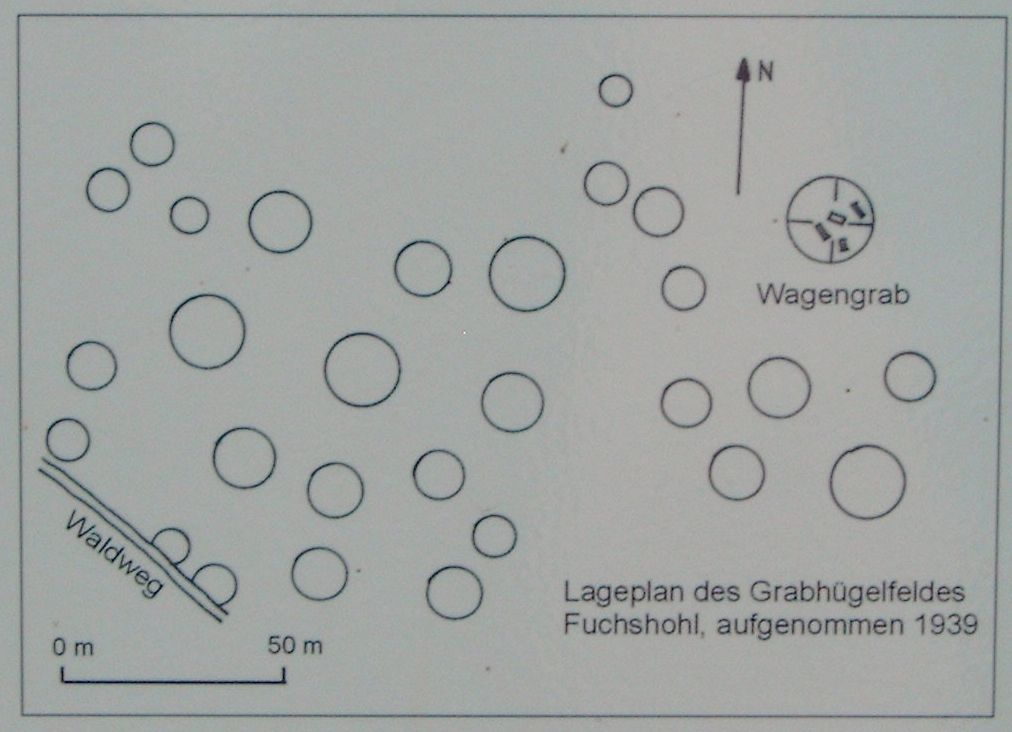
Lageplan

Das Gräberfeld „Fuchshohl“ beginnt mit dem Wagengrab um oder kurz nach 500 v. Chr. Einige weitere Bestattungen – vor allem drei oder vier Nachbestattungen im Grabhügel mit dem Wagengrab – sind noch in die späte Hallstattzeit, d. h. die Ältere Hunsrück-Eifel-Kultur, um 500 bis 470 v. Chr. zu datieren. In den nächsten etwa 100 Jahren, der Stufe Lt A bzw. der Hunsrück-Eifel-Kultur II, wurden mindestens weitere 20 Grabhügel angelegt. Weitere 4 bis 6 Grabhügel datieren nachweislich aus einer späteren Stufe der Frühlatènezeit (Lt B). Der Rest der Hügel ist nicht sicher zu datieren. Das Hügelgräberfeld „Fuchshohl“ bricht ca. um 350 v. Chr. ab.
Anthropologische Untersuchungen der menschlichen Überreste aus dem Gräberfeld „Fuchshohl“ lassen vermuten, dass die dort bestattete Gemeinschaft wahrscheinlich zu zwei höchstens drei eisenzeitlichen Höfen gehört haben dürfte.
Die Gräber sind – vom späthallstattzeitlichen Wagengrab abgesehen – sehr einfach ausgestattet. Meist wurden den Toten ein oder zwei keramische Gefäße beigegeben. Nur in etwa einem Drittel der Gräber sind Metallbeigaben vorhanden. Bei männlichen Bestattungen sind das meistens einzelne Lanzenspitzen, selten andere Metallgegenstände wie Teile eines Gürtels. Sehr selten wurden Teile des für die Region typischen Frauenschmucks z. B. Armringe entdeckt. Insgesamt machen die Gräber einen recht spärlichen Eindruck. Wahrscheinlich geben sie damit ein beredtes Zeugnis von der tatsächlichen Durchschnittsbevölkerung der Region und Zeit ab.

## Funde und Rekonstruktionen
Die Funde aus dem Wagengrab von Bell und der beiden Gräberfelder werden im Rheinischen Landesmuseum in Bonn verwahrt. Mittlerweile hat die Rekonstruktion des Wagengrabs einen festen Platz in der Dauerausstellung des Museums gefunden.
Eine weitere Rekonstruktion und die Beschreibung des Grabes sowie Funde aus der Keltenzeit, befinden sich in der neu aufgebauten Unterburg der Burg Kastellaun, im sogenannten „Haus der regionalen Geschichte“.